# Alumni Stadium
O Alumni Stadium é um estádio localizado em Chestnut Hill, Massachusetts, Estados Unidos, possui capacidade total para 44.500 pessoas, é a casa do time de futebol americano universitário Boston College Eagles football da Boston College. O estádio foi inaugurado em 1957.